# Dissel (transport)

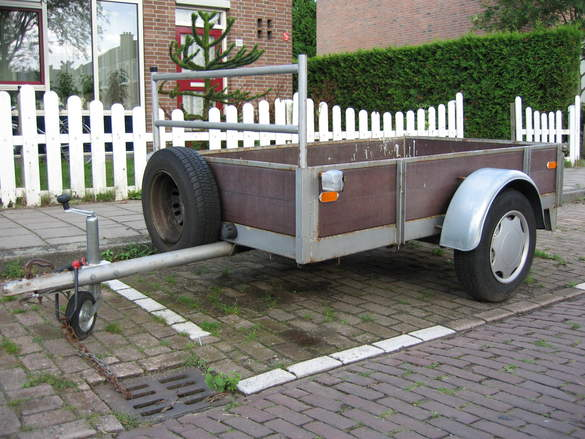
Aanhangwagen. De dissel bevindt zich links en wordt ondersteund door middel van een wieltje.

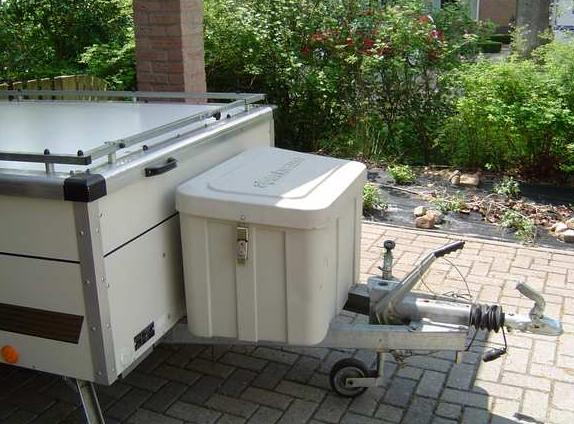
Disselbak

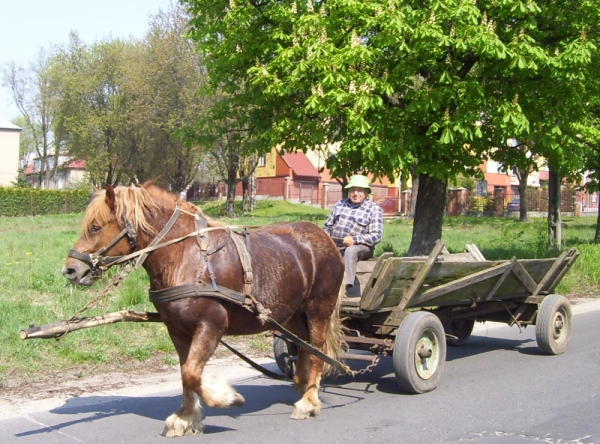
Enkelspan voor een wagen met een lange dissel, Polen

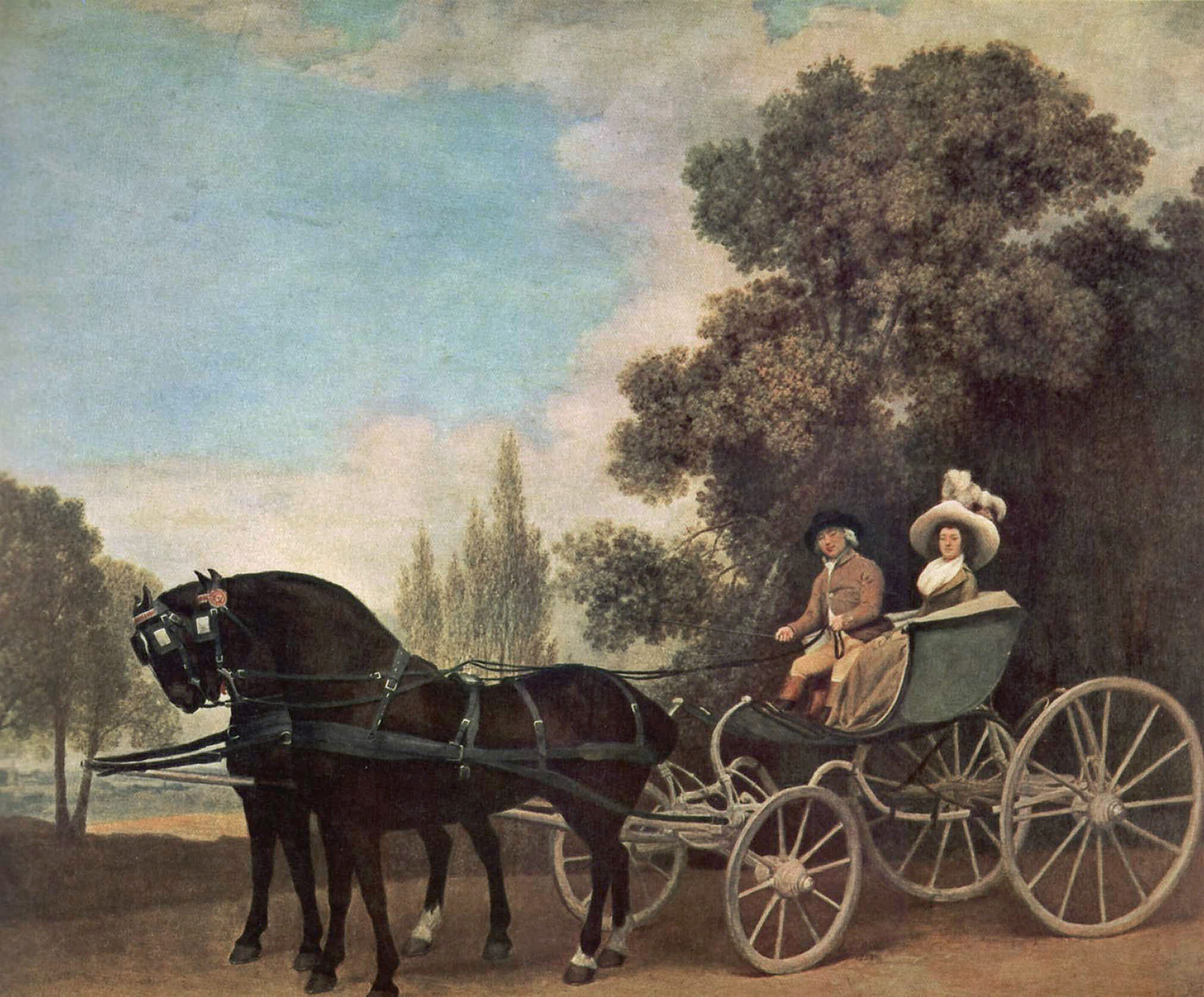
Dubbelspan voor een koets met een lange dissel, schilderij door George Stubbs

Een dissel is een buis of V-vormige stang waarmee men een wagen, koets of aanhangwagen koppelt aan het trekdier of het trekkende voertuig, bijvoorbeeld een auto, vrachtwagen of tractor.

## Aanhangwagen
Als de aanhangwagen slechts één as heeft, is de dissel vast bevestigd aan de aanhanger.
Heeft de aanhanger twee of meer assen, dan moeten de voorste wielen meesturen als het trekkende voertuig een bocht maakt. Daarom is in dat geval de dissel draaibaar aan de aanhangwagen bevestigd. De dissel zorgt er dan voor dat in bochten de aan de vooras bevestigde wielen meesturen in de goede richting.
Uitzondering hierop zijn aanhangwagens of caravans met een tandemas. Dit is een constructie waarbij twee assen dicht tegen elkaar gemonteerd zijn. Wettelijk geldt dit als een enkele as. In dit geval wordt met een vaste dissel gewerkt.
Als de aanhangwagen een eigen remsysteem heeft, is er vaak sprake van een oplooprem. Aan of in de dissel zit dan een mechanisme dat bij tegendruk van de aanhangwagen de rem van de aanhangwagen in werking zet. Bijvoorbeeld als het trekkende voertuig remt, en deze door de aanhangwagen wordt "geduwd". Bij zwaardere aanhangwagens wordt vaak perslucht gebruikt om te remmen. Daarin wordt voorzien door het trekkende voertuig.
Elektrische leidingen voor de verlichting en eventueel persluchtleidingen om te remmen worden vaak via de dissel van het trekkende voertuig naar de aanhangwagen geleid.
Heeft de aanhangwagen slechts een as, dan is aan de dissel vaak een neuswiel bevestigd. Daarmee wordt het aan- en afkoppelen van het trekkende voertuig vergemakkelijkt. Zodoende kan de aanhangwagen eenvoudig worden verplaatst in afgekoppelde toestand.
Wanneer er een opbergbak op de dissel is bevestigd – zoals vaak het geval is bij caravans of vouwwagens –, wordt deze 'disselbak' genoemd. Zo'n disselbak is bedoeld om extra bagage mee te kunnen nemen en is vooral populair om er een campingkoelkast in op te bergen of er een gasfles in te plaatsen. Er bestaat ook een compacte campingfiets die in een gemiddelde disselbak van een caravan kan worden geplaatst nadat hij opgevouwen is.

## Paard en wagen
In de mensport wordt met de dissel de houten of metalen balk bedoeld, die veelal bij meervoudige aanspanningen vanaf de koets tussen beide paarden naar voren loopt. Deze dissel dient om de paarden recht voor de wagen te houden en om de wagen door de hefboomwerking gemakkelijker te kunnen sturen. In Oost-Europa ziet men soms ook één enkel paard aan een dissel.
Verschillende landstreken hadden in de hoogtijdagen van het aangespannen rijden ieder hun eigen soort dissel, bijvoorbeeld de lange rechte dissel ('langboom') op de zandgronden in Twente, en de korte kromme dissel in de dijkgebieden van Gelderland.
Het voorste deel van de lange dissel, waaraan de disselriemen bevestigd worden, ziet eruit als een liggende acht en wordt "spinnekop" genoemd. Ten behoeve van mennen met een vierspan is de spinnekop soms voorzien van een extra haak, waardoor de voorste paarden met behulp van strengen en zwengen aan de dissel verbonden kunnen worden.

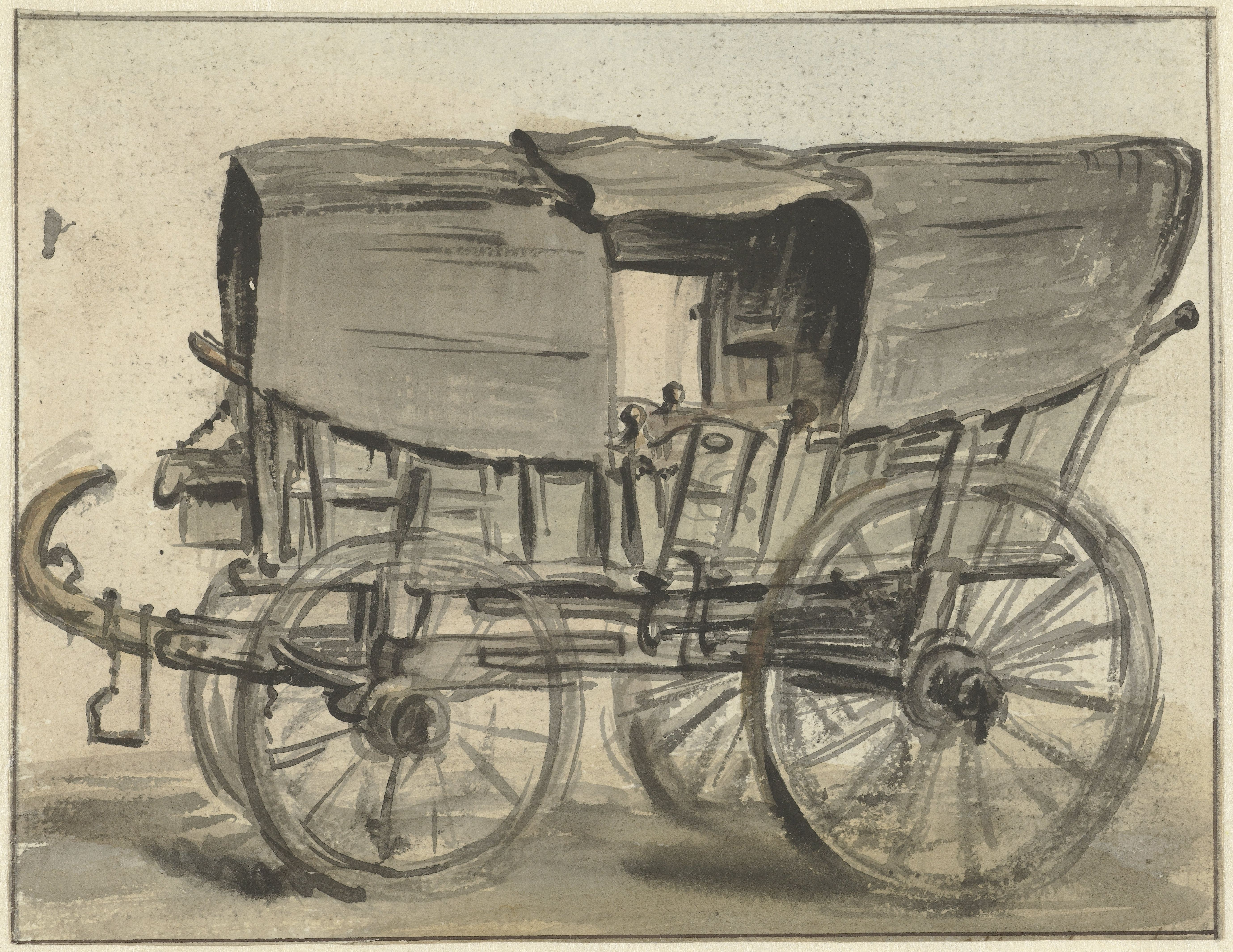
Tekening van een gedekte reiswagen ('tentwagen') met een kromme dissel, 19e eeuw, Simon Andreas Krausz
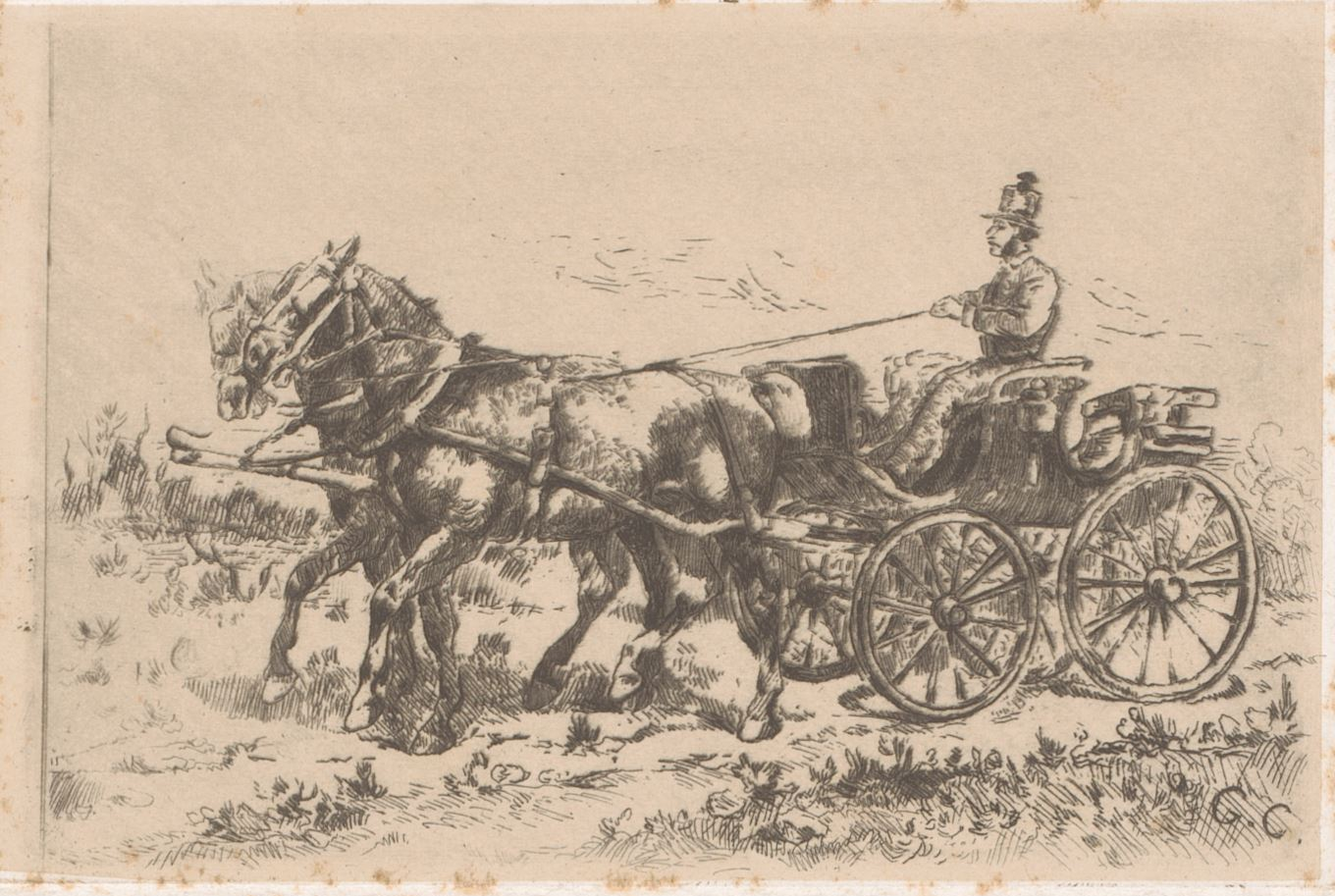
Een equipage met twee paarden, ets, 19e eeuw